# Coldwater River (Nicola River)
Der Coldwater River (englisch für „Kaltwasser-Fluss“) ist ein Fluss im südlichen zentralen British Columbia in Kanada. Er ist der längste Zufluss des Nicola River, in den er am Westrand der Stadt Merritt mündet. Sein traditioneller indigener Name ist Ntstlatko („kaltes Wasser“).

## Verlauf
Der Coldwater River entspringt in der Nördlichen Kaskadenkette westlich des Coquihalla-Pass. Seine Quellflüsse entstammen dem Zupjok Peak und anderen hohen Bergen wie dem Llama Peak, dem Alpaca Peak, dem Vicuña Peak und dem Guanaco Peak. Er fließt generell nordwärts über etwa 95 km, bevor er in Merritt in den Nicola River mündet. Die Hauptzuflüsse sind der Midday Creek, der Voght Creek, der Brook Creek und der Juliet Creek.
Der Fluss unterquert den British Columbia Highway 5 (Coquihalla Highway) an der Kingvale Interchange. Der Coquihalla Highway sowie Öl- und Gas-Pipelines verlaufen durch den größten Teil des Coldwater Valley. Eine Strecke der Canadian Pacific Railway verläuft entlang des nördlichen Teils des Flusses.
Der Fluss fließt durch zwei Nlaka'pamux Indian Reserves, die zur Coldwater Indian Band gehören: das Coldwater Indian Reserve 1 und das Paul’s Basin Indian Reserve 2.

## Hydrologie
Der Fluss entwässert ein Areal von 917 km². Der mittlere Abfluss an der Mündung beträgt 7,74 m³/s. Der Fluss führt gewöhnlich während des Frühjahrshochwassers in den Monaten Mai und Juni die größten Wassermengen.

## Natur
Der Fluss durchquert in seinem Verlauf zwei biogeoklimatische Zonen von British Columbia. In seinem Oberlauf passiert er die Zone der Gewöhnlichen Douglasie (var. glauca). Wenn er in das untere Coldwater Valley eintritt, wird die trockenere Gelb-Kiefer / Tussock-Zone erreicht.

### Fischarten
Mehrere Arten Pazifischer Lachse (u. a. Silberlachs und Königslachs) sowie Steelhead-Forellen kommen im Coldwater River vor. Weitere Arten sind Stierforelle, die Coregoninenart Prosopium williamsoni (englisch Rocky Mountain whitefish), die zu den Weißfischen zählenden Rhinichthys cataractae (englisch Longnose dace) und Rhinichthys falcatus (englisch Leopard dace), Richardsonius balteatus (englisch Redside shiner), die Saugkarpfen Catostomus columbianus (englisch Bridgelip sucker) und Catostomus catostomus (englisch Longnose sucker), die Groppen Cottus cognatus (englisch Slimy sculpin) und Cottus asper (englisch Prickly sculpin), das Neunauge Entosphenus tridentatus (englisch Pacific lamprey) und Regenbogenforelle.